# Guildford (Perth)
Guildford is een voorstad van West-Australië's hoofdstad Perth. Het ligt op een schiereiland gevormd door de rivieren Swan en Helena, 13 kilometer ten noordoosten van Perth. In 2016 telde Guildford 2.011 inwoners tegenover 1.942 in 2006.
Guildford was een van de eerste drie in 1829 gestichte nederzettingen van de kolonie aan de rivier de Swan.

## Geschiedenis
De Whadjuk Nyungah Aborigines waren de oorspronkelijke bewoners van de streek. De plaats waar de Helena in de Swan uitmondt was een plaats van samenkomst voor de Aborigines. Vanaf de jaren 1830 ontstonden er spanningen tussen de Aborigines en de kolonisten doordat de landbouwpraktijken van de kolonisten en de jaag- en verzamelgewoonten van de Aborigines niet goed samengingen.
Guildford was een van de eerste drie in 1829 gestichte nederzettingen van de kolonie aan de rivier de Swan. De twee andere waren Perth en Fremantle. De plaats werd door James Stirling vernoemd naar de stad Guildford in Surrey in Engeland, waarvoor zijn schoonvader James Mangles in het parlement zetelde. Tot Guildford was de Swan bevaarbaar waardoor er zich een binnenhaven ontwikkelde die Perth verbond met de landbouwdistricten, rond Toodyay, Northam en York, in de vallei van de Avon. Vanaf 1831 werd een ferry ingelegd om de Swan over te steken en werd een wekelijkse markt georganiseerd. De markt werd gehouden op een te laag gelegen locatie en overstroomde soms. Handelaars begonnen daarom eigen winkels op te richten. In 1836 werd een eerste kerk gebouwd aan Stirling Square. Ze was het eigenlijke middelpunt van Guildford. Ze zou dienst doen tot 1860 en werd toen vervangen. De nieuwe kerk werd door een orkaan vernietigd in 1872 waarop de huidige kerk werd gebouwd.
In de jaren 1840 groeide Guildford als transportcentrum. Wol, sandelhout en andere houtproducten werden er naar toegebracht, op boten geladen en vandaar naar Perth en Fremantle vervoerd. In 1841 werd het eerste overheidsgebouw in Guildford recht getrokken, een politiekantoor met twee cellen. In 1866 werden er nog vier cellen bijgebouwd. Tot in de jaren 1960 zou het als politiekantoor dienst doen, daarna werd het een museum. In 1842 werd de Vineyard Society opgericht. Ten zuiden van Guildford, langs de Swan, waren experimenten met druiven uitgevoerd en de eerste wijngaarden aangeplant. Thomas Waters' wijngaard zou nog tot 2005 wijn produceren. Vanaf 1841 werd er les gegeven aan de kinderen van de Aborigines die in de wijngaarden druiven plukten. Ze leefden buiten de dorpen. Stirling Square bleef een ontmoetingsplaats voor de Aborigines. Er werden in die periode ook steenbakkerijen opgericht. In 1844 werd in Guildford een eerste door stoom aangedreven molen gebouwd.
West-Australië werd een strafkolonie in de tweede helft van de 19e eeuw. In 1851 werd een gevangenendepot opgericht in Guildford. De gevangenen werden ingezet voor openbare werken. Er werden twee bruggen gebouwd in Guildford. Eens de straf van gevangenen erop zat, konden ze een job zoeken, geld verdienen en eigendommen kopen. De kolonie vaarde er wel bij. Voor de Aborigines betekende het echter concurrentie. In 1855 werd een drie verdieping hoge meelmolen gebouwd die twee jaar later op stoom overschakelde. De Sisters of Mercy streken dat jaar neer in Guildford. Hun katholieke schooltje telde dubbel zoveel leerlingen als het staatsschooltje. In de jaren 1860 werd in Guildford geïnvesteerd in publieke gebouwen. In 1867 werd met de bouw van een basisschool begonnen. Op het einde van de 20e eeuw waren delen van het schoolgebouw nog steeds in gebruik. Er werden ook private gebouwen recht getrokken. In 1871 werd Guildford een gemeente.  Guildford telde 1.151 inwoners in 1876.
In 1881 bereikte de Eastern Railway uit Fremantle Guildford. De spoorweg werd in 1885 verder doorgetrokken naar York. De spoorweg maakte Guildford populair bij de koloniale elite die grote huizen lieten bouwen langs de rivier in Guildford. Guildford Hotel werd gebouwd in 1885/86. Vanaf de jaren 1890 profiteerde Guildford van de vondst van goud in het oosten. De Guildford Grammar School werd opgericht in 1896. Hoewel er al postdiensten werden geleverd vanaf 1834 werd het postkantoor van Guildford in Stirling Street pas gebouwd in 1897. In 1898 werd nog een meelmolen gebouwd. Deze brandde af in 1975.
Onder meer door de groei van het nabijgelegen Midland Junction, nadat C.Y. O'Connor er de nieuwe spoorwegateliers had gevestigd, werd Guildford rond de eeuwwisseling langzaamaan residentieel. Middenklassers vestigden zich er nu en pendelden met de trein naar het werk in Perth. Ook de arbeiders uit de spoorwegateliers vestigden zich in Guildford. Pas in april 1900 werd begonnen met de bouw van een gemeentehuis. Premier John Forrest legde de eerste steen. De Aborigines leden erg onder ziekten, hongersnood en discriminatie. Er bestonden overheidsprogramma's om hun kinderen te helpen door ze bij de ouders weg te halen. Stirling Square bleef voor hen een ontmoetingsplaats.
Tijdens de Eerste Wereldoorlog werd het hoofdkwartier van de 8th Battery of Gunners in Guildford gevestigd en had West-Australië's 10th Light Horse Regiment er een oefenveld. Na de oorlog werd in Stirling Square een obelisk opgericht om de gesneuvelden te herdenken. De burgemeester sprak tijdens de onthulling over 71 gesneuvelden. De influx van terugkerende soldaten en immigranten zorgde voor groei tot aan de crisis van de jaren 30. Daarna zorgde een periode van hoogconjunctuur in de goudindustrie voor een korte heropleving. De Garrick Theatre Club werd opgericht in 1932 en was in 2019 nog actief. In 1938 werd de gemeenschapszaal van Guildford gebouwd. Tijdens de Tweede Wereldoorlog werd de Guildford Grammar School door de Amerikanen als ziekenhuis ingericht. Vanaf 1944 werden commerciële vluchten uitgevoerd vanop het nieuwe vliegveld van Guildford.
Na de Tweede Wereldoorlog groeide de bevolking van West-Australië door terugkerende soldaten, immigratie en een babyboom maar Guildford kende achteruitgang. In de jaren 1950 probeerde de overheid voor het eerst de Aborigines te huisvesten. In 1954 werden ten noorden van Guildford bij Eden Hill Aborigines gehuisvest middels het Federal Native Housing Scheme. De gemeente Guildford en de Swan Roads Board fusioneerde in 1960 en vormden de Shire of Swan-Guildford. In 1970 fusioneerde de Shire of Swan-Guildford met de Town of Midland en vormde de Shire of Swan. In 1985 werd het historisch centrum van Guildford door de National Trust geclassificeerd.

## 21e eeuw
Op 25 februari 2000 werd de Shire of Swan omgevormd tot de City of Swan. In 2008 brandde het Guildford Hotel af. De bevolking verenigde zich om de restauratie van het historische gebouw te eisen. In 2016 opende het gerestoreerde hotel opnieuw de deuren. In 2017 verenigden vele inwoners van Guildford zich opnieuw. Ze protesteerden tegen de bouw van een fastfoodrestaurant aan de achterkant van het gerestaureerde hotel. In 2018 werd het historisch centrum opgenomen in het State Register of Heritage Places. Tegen 2019 werden 28 gebouwen uit het historisch centrum in dat register opgenomen.

## Toerisme
Het Swan Valley Visitor Centre is gelegen in het oude gerechtsgebouw van Guildford. Men vindt er informatie over:
- De Cradle of the Colony tentoonstelling in het toerismekantoor verhaalt de geschiedenis van het district.[12]
- Vier bewegwijzerde erfgoedwandelingen in Guildford: The Captain Stirling Walk, The Town Walk, The River Ramble en The Stirling Square Circuit.[13]
- De parken in Guildford waaronder Fishmarket Reserve, Kings Meadow Reserve, Lilac Hill Picnic Area, Stirling Square, Whiteman Park, Yagan Memorial Park en Sugar Gums Park.[14]
- De Swan Valley Food and Wine Trail, een 32 kilometer lange autoroute langs 150 wijngaarden, brouwerijen, cafés, galerijen, distilleerderijen en restaurants.[15]
- Het Museum of Natural History stelt dinosaurussen ten toon en heeft een workshop taxidermie.[16]

## Transport
Perth Airport (IATA: PER) ligt net onder Guildford in South Guildford.
De Great Eastern Highway loopt door Guildford. De weg maakt er deel uit van Highway 1, de ringweg rond Australië.
Guildford is een stopplaats op de Eastern Railway.

## Notabelen
- Emma Withnell, "moeder van het noordwesten"
- Carl Vine, studeerde aan de Grammar School van 1967 tot 1971[17]

## Klimaat
Guildford kent een warm mediterraan klimaat (Csa volgens Köppen).
| Maand                                  | jan  | feb  | mrt  | apr  | mei  | jun   | jul   | aug   | sep  | okt  | nov  | dec  | Jaar  |
| -------------------------------------- | ---- | ---- | ---- | ---- | ---- | ----- | ----- | ----- | ---- | ---- | ---- | ---- | ----- |
| Gemiddeld maximum (°C)                 | 31,8 | 31,9 | 29,7 | 25,6 | 21,8 | 19,0  | 17,9  | 18,6  | 20,2 | 22,8 | 26,0 | 29,0 | 24,5  |
| Gemiddeld minimum (°C)                 | 17,0 | 17,5 | 16,0 | 13,0 | 10,4 | 9,0   | 8,0   | 8,1   | 8,9  | 10,3 | 12,8 | 14,9 | 12,2  |
|                                        |      |      |      |      |      |       |       |       |      |      |      |      |       |
| Neerslag (mm)                          | 11,1 | 14,9 | 16,0 | 40,0 | 97,4 | 155,7 | 156,0 | 119,0 | 72,7 | 43,2 | 25,6 | 11,3 | 762,9 |
| Regendagen (dag)                       | 1,5  | 1,5  | 2,3  | 5,3  | 9,8  | 13,8  | 14,9  | 13,1  | 10,3 | 6,7  | 4,2  | 2,2  | 85,6  |
| Bron: Australian Bureau of Meteorology |      |      |      |      |      |       |       |       |      |      |      |      |       |

## Galerij

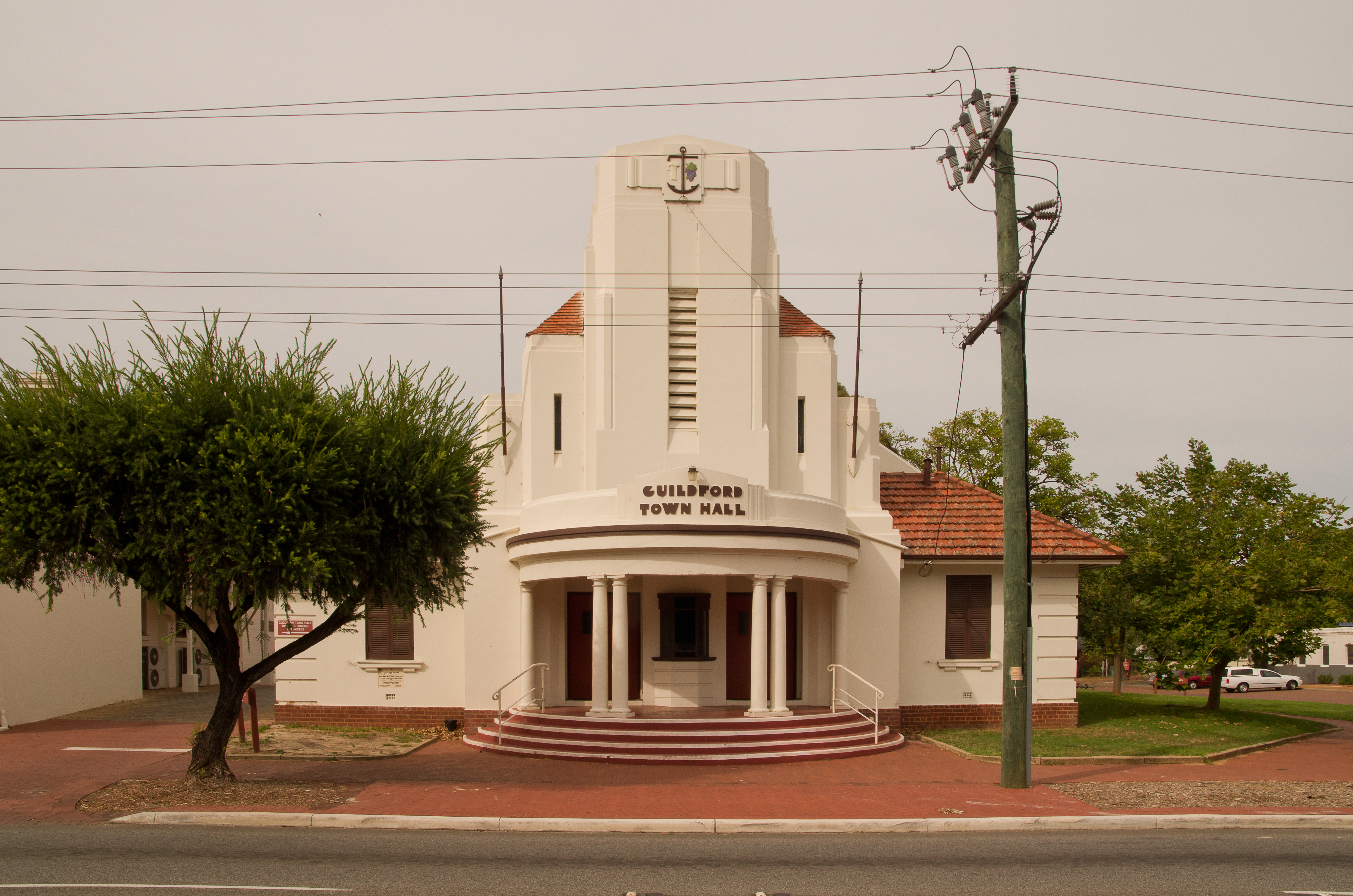
gemeenschapszaal
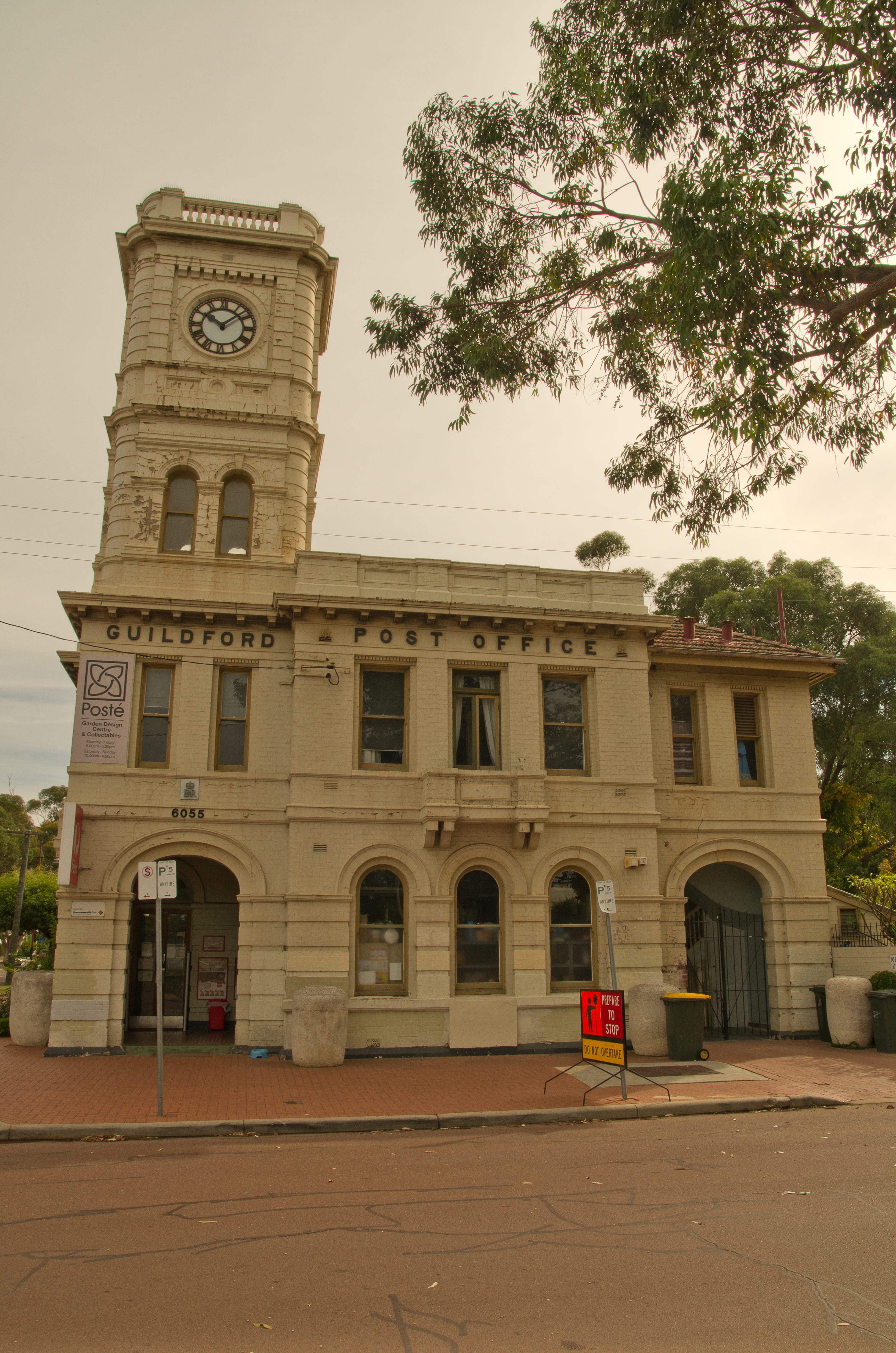
postkantoor
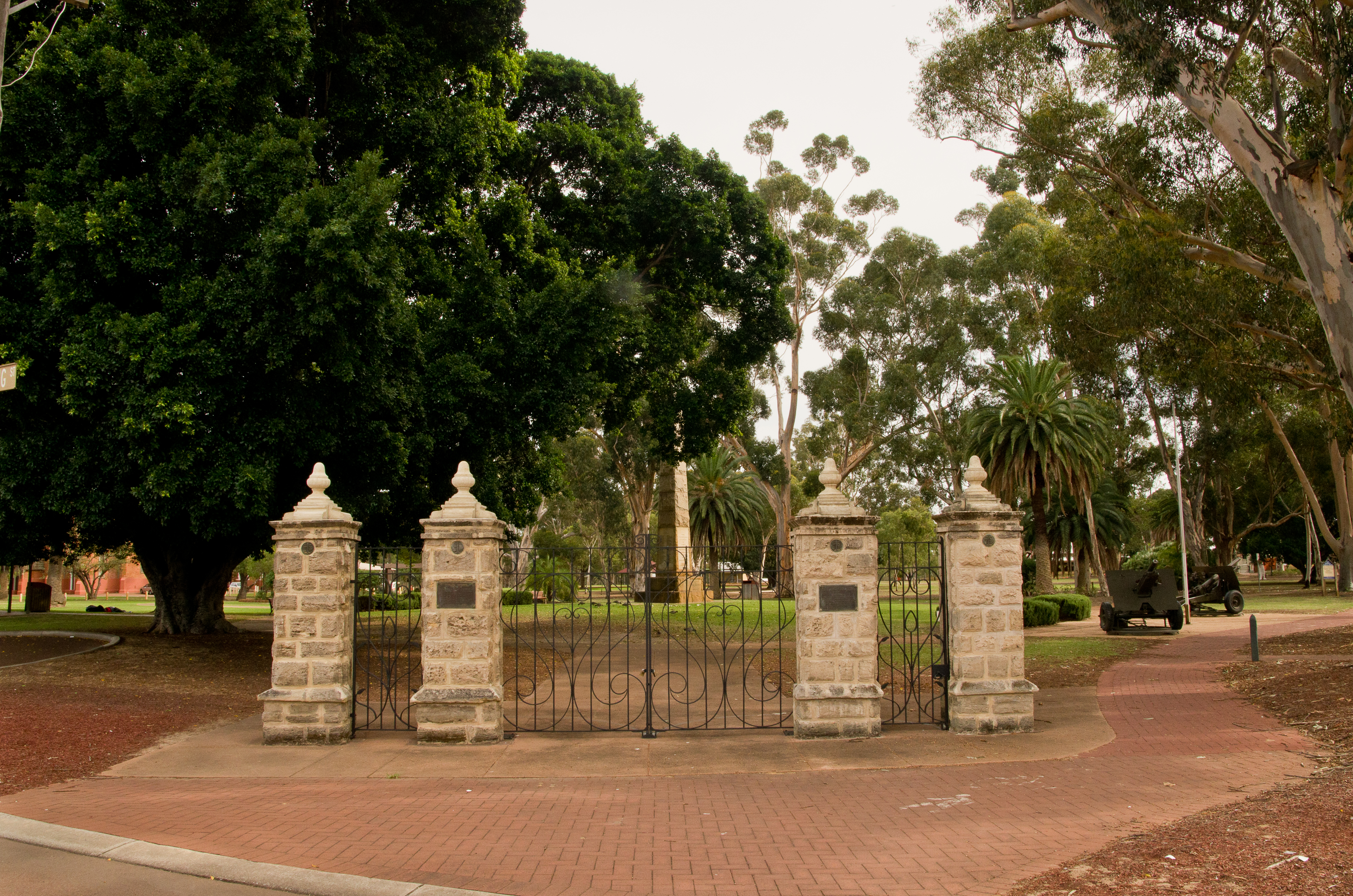
oorlogsmonument
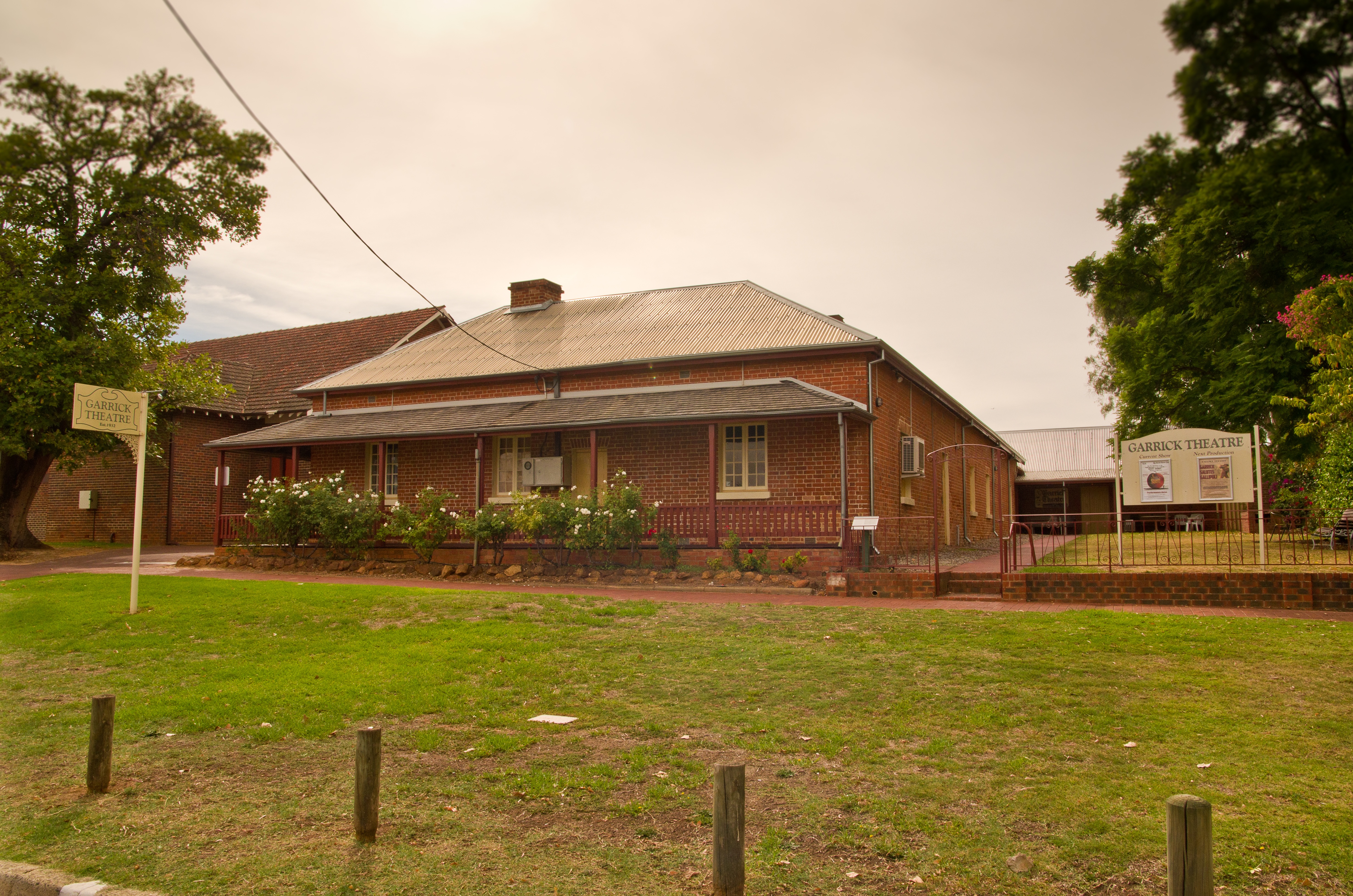
Garrick Theatre
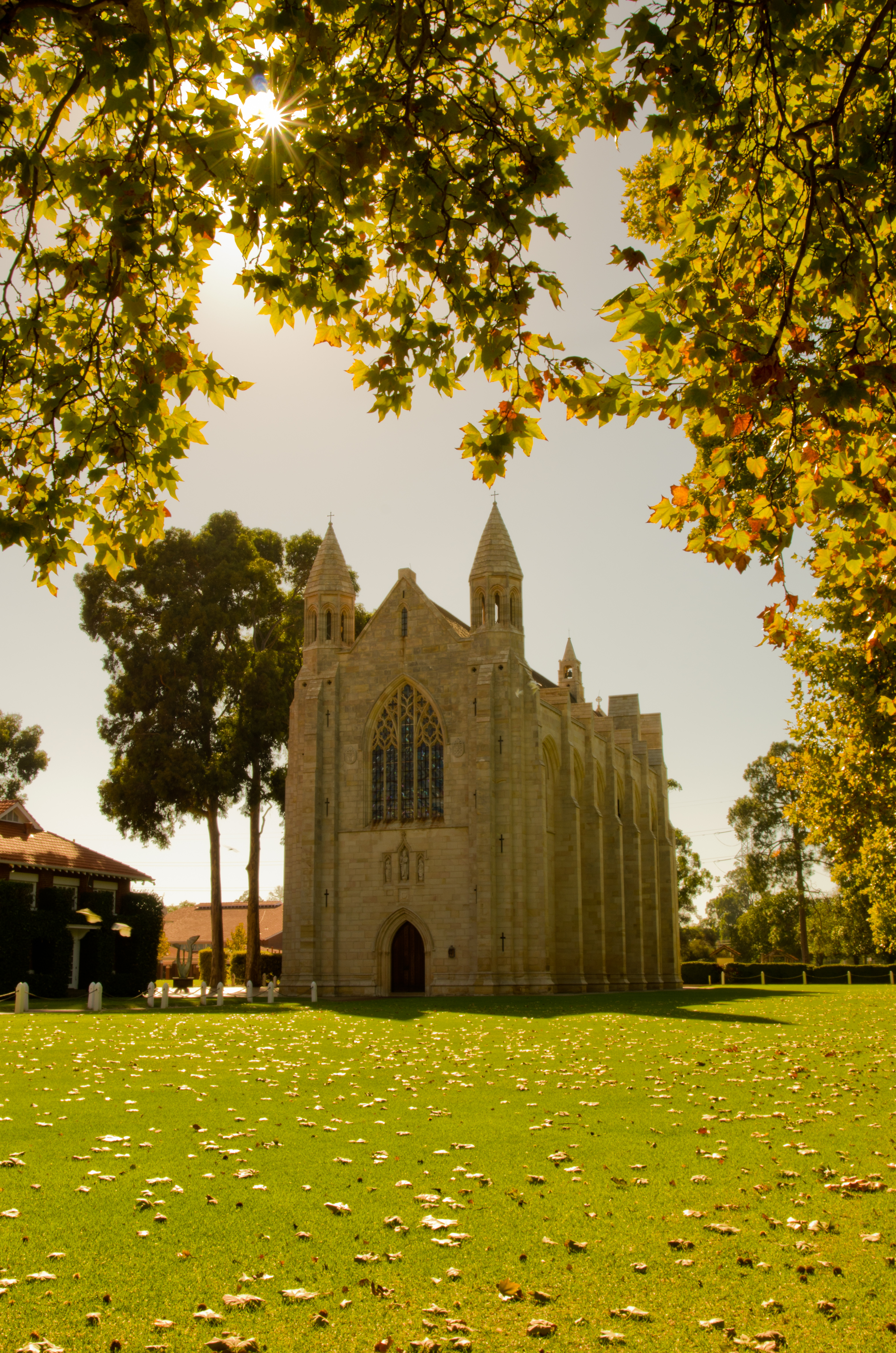
Grammar School Chapel
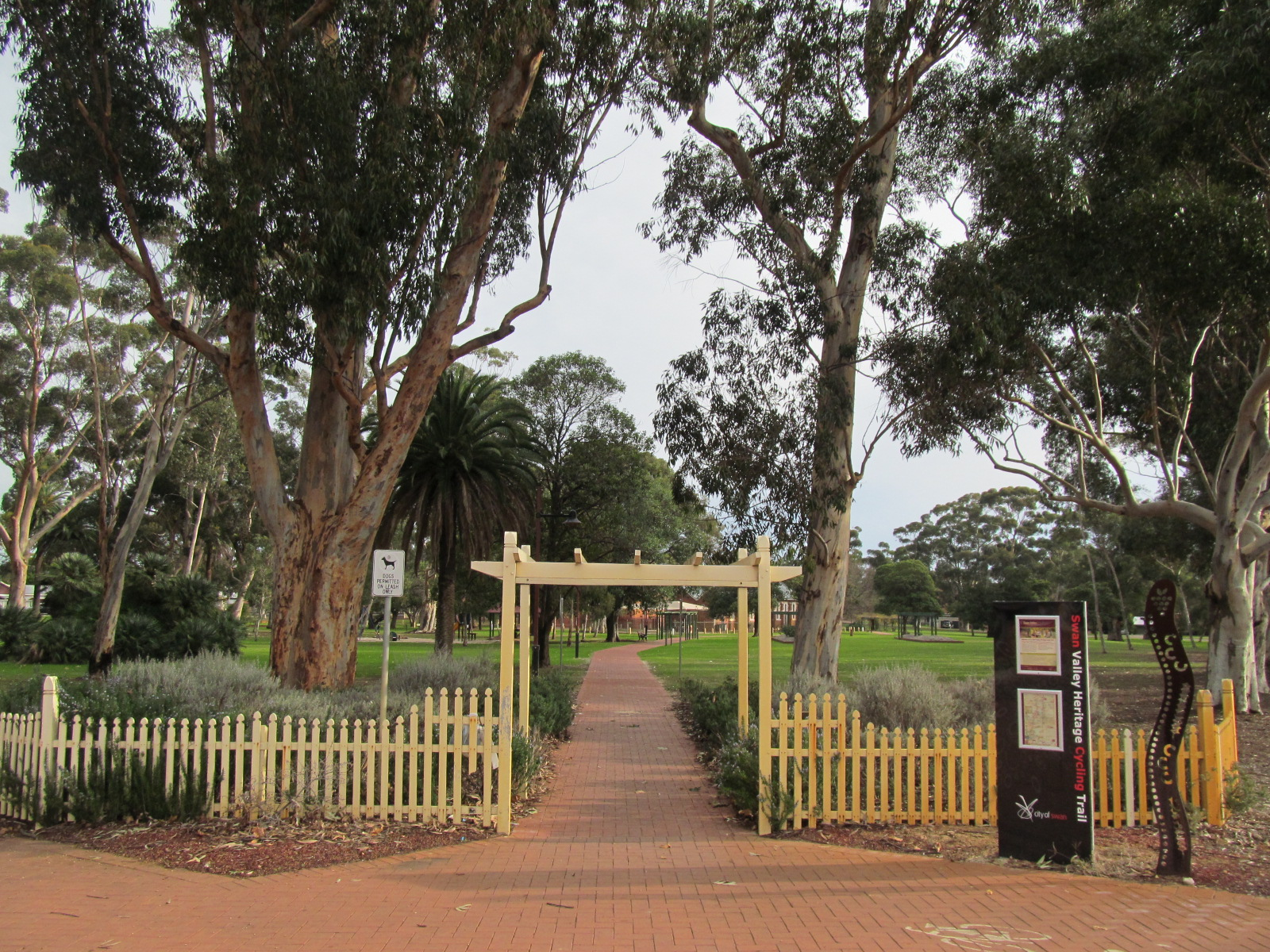
Stirling Square
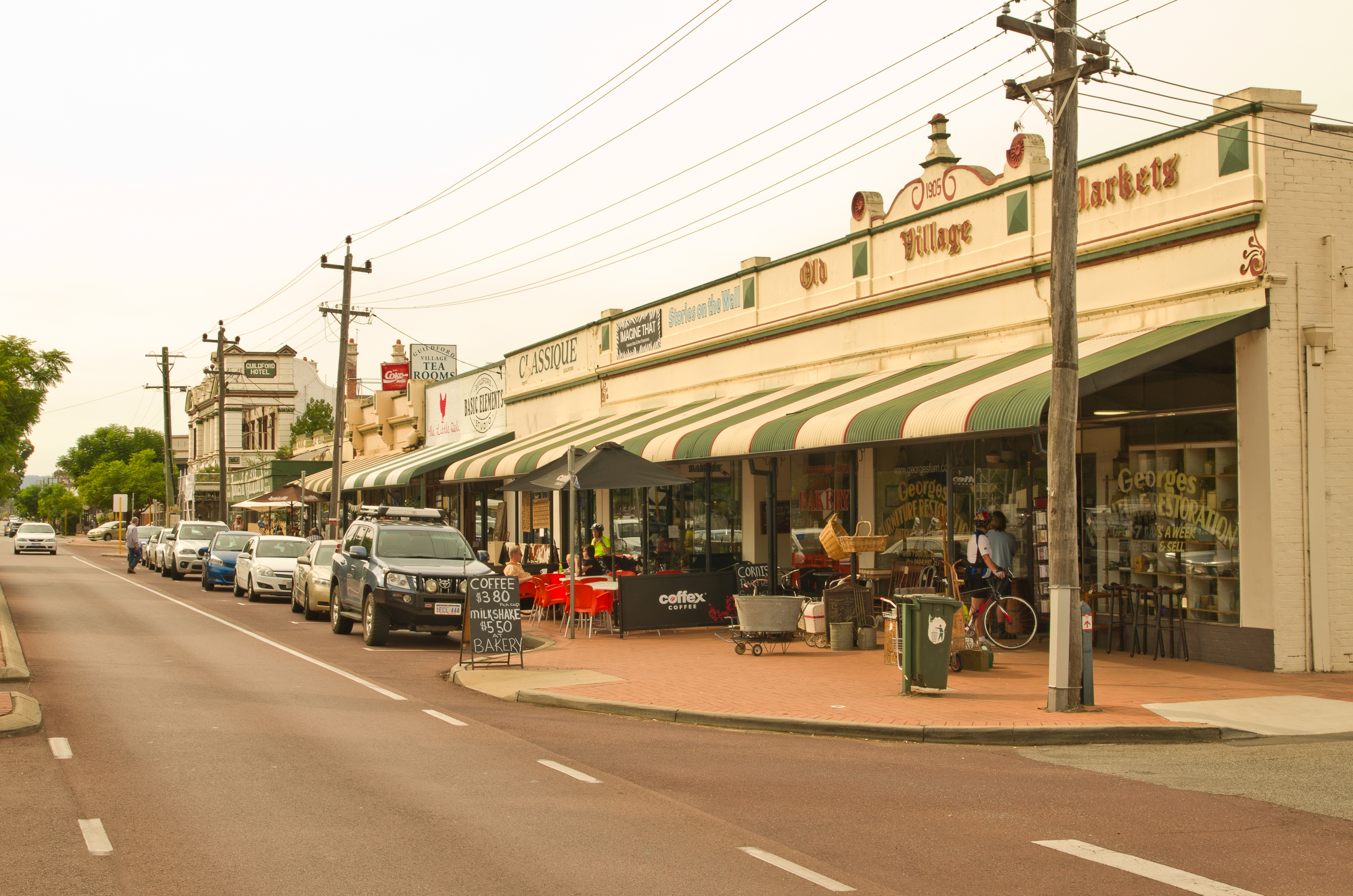
Village Markets